# Ave Maria (Biebl)
 (juillet 2024).
La mise en forme du texte ne suit pas les recommandations de Wikipédia : il faut le « wikifier ».
Les points d'amélioration suivants sont les cas les plus fréquents. Le détail des points à revoir est peut-être précisé sur la page de discussion.
- Les titres sont pré-formatés par le logiciel. Ils ne sont ni en capitales, ni en gras.
- Le texte ne doit pas être écrit en capitales (les noms de famille non plus), ni en gras, ni en italique, ni en « petit »…
- Le gras n'est utilisé que pour surligner le titre de l'article dans l'introduction, une seule fois.
- L'italique est rarement utilisé : mots en langue étrangère, titres d'œuvres, noms de bateaux, etc.
- Les citations ne sont pas en italique mais en corps de texte normal. Elles sont entourées par des guillemets français : « et ».
- Les listes à puces sont à éviter, des paragraphes rédigés étant largement préférés. Les tableaux sont à réserver à la présentation de données structurées (résultats, etc.).
- Les appels de note de bas de page (petits chiffres en exposant, introduits par l'outil «  Source ») sont à placer entre la fin de phrase et le point final[comme ça].
- Les liens internes (vers d'autres articles de Wikipédia) sont à choisir avec parcimonie. Créez des liens vers des articles approfondissant le sujet. Les termes génériques sans rapport avec le sujet sont à éviter, ainsi que les répétitions de liens vers un même terme.
- Les liens externes sont à placer uniquement dans une section « Liens externes », à la fin de l'article. Ces liens sont à choisir avec parcimonie suivant les règles définies. Si un lien sert de source à l'article, son insertion dans le texte est à faire par les notes de bas de page.
- La présentation des références doit suivre les conventions bibliographiques. Il est recommandé d'utiliser les modèles {{Ouvrage}}, {{Chapitre}}, {{Article}}, {{Lien web}} et/ou {{Bibliographie}}. Le mode d'édition visuel peut mettre en forme automatiquement les références.
- Insérer une infobox (cadre d'informations à droite) n'est pas obligatoire pour parachever la mise en page.

Pour une aide détaillée, merci de consulter Aide:Wikification.
Si vous pensez que ces points ont été résolus, vous pouvez retirer ce bandeau et améliorer la mise en forme d'un autre article.
Ave Maria est un motet de Franz Biebl, composé en 1964 pour un chœur à deux voix, un chœur à quatre voix et un chœur à trois voix pouvant être interprété par des solistes. Il s'agit d'un arrangement de la prière liturgique latine de l'Angélus, qui comprend l'Ave Maria (Je vous salue Marie) comme un refrain. La composition fut écrite pour un chœur d'hommes, mais le compositeur écrivit des arrangements pour un chœur mixte, ainsi qu'un chœur de femmes. L'œuvre et les arrangements furent publiés pour la première fois par Wildt's Musikverlag en 1964. L'œuvre devint populaire lorsqu'un groupe américain, le Cornell University Glee Club, l'intégra dans leurs programmes de Noël, et plus encore lorsque l'ensemble Chanticleer l'intégra à leur répertoire habituel. Il fut publié aux États-Unis par Hinshaw et devint l'une des œuvres à succès de l'éditeur.

## Histoire
Biebl était l'organiste et le chef de chœur d'une paroisse à Fürstenfeldbruck, en Bavière, ainsi que d'un chœur  d'hommes de la commune, pour lesquels il composa de nombreuses œuvres, ainsi que plusieurs arrangements. Il composa l'Ave Maria un certain temps avant mai 1959, lorsqu'il fut interprété pendant un Mois de Marie. Il fut composé pour un chœur  d'hommes, et cette version a été publiée par Wildt's Musikverlag en 1964. Toujours est-il que, il n'était pas souvent interprété, depuis (que) les chœurs  d'hommes allemands n'interprétaient pas de musique religieuse. Lors d'une tournée en Allemagne en 1970, le Cornell University Glee Club rencontra Biebl, qui travaillait pour la Bayerischer Rundfunk, ainsi que de la direction de la musique chorale. Le chef d'orchestre Thomas A. Sokol reçut de nombreuses compositions de Biebl, qu'il interpréta aux États-Unis. Lorsque l'ensemble vocal Chanticleer intégra Ave Maria dans leur répertoire, il gagna en popularité. Ils l'ont interprété pour la première fois lors d'un événement caritatif le 4 décembre 1989 à l'Hôtel de ville de San Francisco, puis l'ont interprété lors des concerts de Noël qui suivaient et l'ont intégré dans la programmation de leur tournée l'année suivante. L'œuvre est désormais considérée comme un classique dans le répertoire chanté en chœur.
Biebl écrivit des arrangements pour chœurs mixtes en 1985 et 1998. Il fut publié aux États-Unis par Hinshaw Music en 1992, et devint l'une des œuvres à succès de l'éditeur, la quatrième version fut vendue à plus de 670 000 exemplaires entre 1992 et 2016.

## Texte
Le texte est le commencement de la prière liturgique catholique latine de l'Angélus, trois versets sont basés sur des sources bibliques, avec le Ave Maria comme un refrain. Dans l'arrangement de Biebl, le refrain de l'Ave Maria comprend seulement la première moitié de la prière de l'Ave Maria, la bénédiction de Marie et le fruit de ses entrailles, Jésus. La seconde moitié, priant pour l'intercession de Marie, est donné comme une conclusion, déviant légèrement du texte liturgique en s'adressant à Marie comme Sainte Mère par deux fois, demandant premièrement pour l'intercession avec "nous pécheurs", et deuxièmement pour "à l'heure de notre mort", tandis que la prière de l'Ave Maria allie les deux requêtes en une. La prière se conclue par Amen.
| Latin | Français |
| --- | --- |
| Angelus Domini nuntiavit Mariae et concepit de Spiritu Sancto. Ave Maria, gratia plena, Dominus tecum, benedicta tu in mulieribus, et benedictus fructus ventris tui, Jesus. Maria dixit: Ecce ancilla Domini Fiat mihi secundum verbum tuum. Ave Maria ... Et verbum caro factum est Et habitavit in nobis. Ave Maria ... Sancta Maria, mater Dei, ora pro nobis peccatoribus. Sancta Maria, ora pro nobis nunc et in hora mortis nostrae. Amen. | L'ange du Seigneur apporta l'annonce à Marie et elle conçut du Saint Esprit. Je vous salue Marie, comblée de grâce, Le Seigneur est avec vous, vous êtes bénie entre toutes les femmes, et Jésus, votre enfant est béni. Marie dit : Voici la servante du Seigneur Qu'il me soit fait selon ta parole. Je vous salue Marie ... Et le Verbe s'est fait chair Et a habité parmi nous. Je vous salue Marie ... Sainte Marie, mère de Dieu, priez pour nous, pauvres pécheurs. Sainte Marie, mère de Dieu, priez pour nous maintenant et à l'heure de notre mort. Amen. |

## Musique
La composition originale était en Ré majeur pour le chœur d'hommes, avec un chœur à quatre voix TTBB, ainsi qu'un chœur à trois voix TTB. Lorsqu'elle fut publiée, elle fut transposée en Do majeur. Les versets de l'Angélus sont récités par une voix en mode chantante en tempo libre. Le refrain est chanté par les chœurs, commençant par le chœur à quatre voix et suivi par le chœur à trois voix une mesure plus tard, dans un modèle alternant gardé tout le long de l'œuvre. L'arrangement final du chœur, le Sancta Maria, est intensifié en tessiture et en nuances, concluant par un Amen arrangé dans une forme similaire. Le chœur chantant est marqué une fois au début "Ruhig fließend" (Coulant doucement), en 4/4. Les chœurs opèrent en un rythme différent : le chœur à quatre voix commence avec trois noires vers une note longue à la deuxième mesure, alors que le chœur à trois voix commence sur le premier battement en mesure deux.
Biebl écrivit des arrangements pour des chœurs SATB/SAT (en Si bémol majeur qui est probablement le plus populaire), TTBB/SAA, et SSAA/SSA. À part l'arrangement TTBB/SAA, le chœur à trois voix peut être chanté par des voix solo dans un trio.

## Arrangements instrumentaux
Le San Francisco Renegades, et le Phantom Regiment Drum and Bugle Corps arrangèrent l'œuvre pour une fanfare. Le San Francisco Renegades, précisément, un corps de tambour et de clairon tout âge, ont pour la première fois adapté des parties de l'Ave Maria de Biebl dans leur spectacle "Red Skies At Night" en 2003. Ils jouèrent la composition comme premier numéro de leur spectacle "The Days of Future Past", en 2005. En 2006, le Phantom Regiment Drum and Bugle Corps, un corps international de classe mondiale basé à Rockford, dans l'Illinois, utilisa l'œuvre dans son spectacle "Faust," étendant plus loin la reconnaissance de l'arrangement de Biebl. Le corps de tambour et le corps de clairon continuèrent à interpréter tous deux l'Ave Maria de Biebl dans le cadre de leur répertoire annuel.
Plusieurs transcriptions et arrangements de l'Ave Maria de Biebl ont été écrites depuis 2010. Une transcription de Jerry Brubaker, un joueur de cor et arrangeur pendant 30 ans au sein de l'United States Navy Band, l'a réalisé après avoir entendu l'œuvre chantée lors de funérailles de la marine. Elle fut interprétée par la partie cuivre de la Navy Band ainsi que par l'association de cuivre de la NIH Community Orchestra en de nombreuses occasions. En 2018, le Triplo Press de Minneapolis, dans le Minnesota, publia un arrangement de la composition par James Olcott pour 12 trompettes.
Le Pacific Crest Drum and Bugle Corps emploie l'Ave Maria de Biebl comme leur chanson de corps.

## Litige relatif au Premier Amendement aux États-Unis
Entre 2009 et 2010, un arrangement de l'Ave Maria pour un ensemble d'instruments à vent fut le sujet d'un litige qui atteignit la Cour suprême des États-Unis. En question, un secteur scolaire était justifié  en interdisant la prestation instrumentale de l'œuvre (sans paroles) lors d'une cérémonie de remise des diplômes en raison de sa nature religieuse sous-jacente. La Cour d'appel des États-Unis pour le neuvième circuit confirma les actions du secteur scolaire. La Cour Suprême refusa d'entendre l'affaire, mais le juge Samuel Alito délivra une rare opinion écrite divergeant de la décision de la Cour. Dans une note de bas de page, Alito décrivit l'arrangement de Biebl du texte de l'Ave Maria comme "relativement obscur" en comparaison des arrangements de Franz Schubert, Charles Gounod, et d'autres compositeurs bien connus.